# 25 май
25 май е 145-ият ден в годината според григорианския календар (146-и през високосна година). Остават 220 дни до края на годината.

## Събития
- 1572 г. – Григорий XIII е избран за папа.
- 1659 г. – Ричард Кромуел се отказва от титлата си Лорд-протектор (държавен глава) на Англия, което е начало на едногодишен републикански период в държавното управление.
- 1787 г. – Във Филаделфия започва работа Конституционен конвент, който има за задача да изработи Конституцията на САЩ.
- 1807 г. – В Константинопол избухва бунт на ямаците.
- 1848 г. – В САЩ е открит първият в света универсален магазин.
- 1865 г. – При експлозия на склад за боеприпаси в Алабама (САЩ) загиват 300 души.
- 1869 г. – Тържествено е открита сградата на Виенската държавна опера с „Дон Жуан“ на Моцарт.
- 1872 г. – Иларион Макариополски е избран за търновски митрополит.
- 1876 г. – В Тетевенския Балкан при засада е убит Георги Бенковски, водач на Априлското въстание.
- 1895 г. – Писателят Оскар Уайлд е осъден от лондонския съд на две години каторжен труд за „крайно непристойно поведение с други лица от мъжки пол“.
- 1905 г. – Основан е италианския АС Лукезе-Либертас.
- 1907 г. – Във Финландия за първи път в света жени вземат участие в заседание на парламента.
- 1908 г. – В България се провеждат избори за XIV обикновено народно събрание, спечелени от Демократическата партия.
- 1915 г. – Първата световна война: Приключва втората битка за Ипр, в която загиват 105 хил. души.
- 1919 г. – По време на XXII си конгрес БРСДП (т.с.) се преименува на БКП (т.с.) и приема курс към болшевизация.
- 1926 г. – Ръководителят на украинското правителство в изгнание на Украинската народна република – Симон Петлюра е застрелян демонстративно на улица в Париж.
- 1933 г. – Осъществен е първият полет на чехословашки изтребител биплан Avia B-534.
- 1946 г. – Йордания официално провъзгласява независимостта си от Великобритания и за крал е провъзгласен Абдула I.
- 1953 г. – От университета в Хюстън започва излъчване на първия телевизионен канал в САЩ.
- 1953 г. – САЩ извършва първия си и единствен опит с артилерийски атомен снаряд.
- 1961 г. – Програма Аполо: Президентът на САЩ Джон Кенеди излага пред Конгреса идеята за космическата програма Аполо – Човек на Луната.

- 1961 г. – Кралят на Йордания Хюсеин се жени за втори път – с англичанката Антоанет Арвил Гардинър, която приема исляма и името Муна ал-Хюсеин (майка на сегашния крал Абдула II).
- 1963 г. – В Адис Абеба (Етиопия) е учредена Организацията за африканско единство.
- 1963 г. – Открит е язовир „Тополница“.
- 1972 г. – В Москва е подписан Съветско-американски договор за ограничаване на системите за противоракетна отбрана (ПРО).
- 1977 г. – Състои се премиерата на филма Междузвездни войни (преименуван на Междузвездни войни: Епизод IV – Нова надежда през 1981 г.).
- 1978 г. – Започва строежът на Народния дворец на културата в София.
- 1979 г. – Полет 191 на „Американ Еърлайнс“ на американските авиолинии катастрофира по време на излитане от летището в Чикаго, загиват 271 пътници на борда и двама души на земята.
- 1985 г. – Бангладеш попада под ударите на тропически циклон, който отнема живота на около 10 хил. души.
- 1986 г. – Близо 7 милиона души участват в инициативата Ръце около Америка за набиране на средства за гладните и бездомни хора в САЩ, образувайки линия през страната.
- 1994 г. – В Русия след 18-годишно изгнание се завръща писателят Александър Солженицин.
- 1995 г. – В Босна и Херцеговина армията на автономната Република Сръбска обстрелва струпали се младежи – загиват 72 и са ранени 200 души.
- 1997 г. – В Сиера Леоне с военен преврат е отстранен президентът Ахмад Тежан Кабах и властта е взета от майор Джони Пол Коромах.
- 2001 г. – Американците Шерман Бул (64 г.) и Ерик Вайхенмайър (32 г.) стават най-възрастният човек и първият сляп човек, покорили връх Еверест.
- 2002 г. – Полет 611 на „Чайна Еърлайнс“ се разбива в Тайванския проток, загиват 225 души.
- 2003 г. – От летището в Луанда, Ангола двама души отвличат празен пътнически самолет, с който излизат. Нито самолетът, нито двамата мъже са видени оттогава и не са открити отломки от самолета.
- 2005 г. – Българска народна банка пуска разменна монета от 50 стотинки.
- 2008 г. – Космическият апарат на НАСА „Феникс“ каца успешно близо до северния полюс на Марс.
- 2009 г. – Северна Корея провежда втори ядрен опит, с което създава напрежение в международната общност.
- 2013 г. – Открит е паметник на Вълкана Стоянова в родното ѝ село Люлин (област Ямбол).
- 2014 г. – Провеждат се 8-ите подред Избори за Европейски парламент (в 21 страни членки, останалите страни членки вече са гласували в предходните дни между 22 и 24 май). На 25 май България също участва в изборите за 3-ти пореден път.
- 2018 г. – Влиза в сила Общият регламент относно защитата на данните.

## Родени
- 1802 г. – Йохан Фридрих фон Брант, германски зоолог († 1879 г.)
- 1803 г. – Ралф Уолдо Емерсън, американски писател († 1882 г.)
- 1818 г. – Якоб Буркхарт, швейцарски историк († 1897 г.)
- 1845 г. – Марин Поплуканов, български революционер († 1913 г.)
- 1848 г. – Хелмут фон Молтке, германски военачалник († 1916 г.)
- 1852 г. – Данаил Юруков, български общественик († 1926 г.)
- 1852 г. – Филип Симидов, български книжовник († 1925 г.)
- 1856 г. – Луи Франше д'Еспере, френски маршал († 1942 г.)
- 1863 г. – Хайнрих Рикерт, германски философ († 1936 г.)
- 1865 г. – Джон Мот, американски общественик, Нобелов лауреат през 1946 г. († 1955 г.)
- 1865 г. – Питер Зееман, нидерландски физик, Нобелов лауреат през 1902 г. († 1943 г.)
- 1869 г. – Георги Стаматов, български писател († 1942 г.)
- 1870 г. – Иван Коюмджиев, български революционер († 1923 г.)
- 1870 г. – Иван Куюмджиев, български революционер († 1927 г.)
- 1875 г. – Петър Дървингов, български офицер († 1958 г.)
- 1876 г. – Иван Кирилов, български писател († 1936 г.)
- 1884 г. – Жан-Ришар Блок, френски писател († 1947 г.)
- 1887 г. – Отец Пио, италиански свещеник († 1968 г.)
- 1895 г. – Игор Сикорски, руски авиоинженер († 1972 г.)
- 1899 г. – Панка Пелишек, българска пианистка с чешки произход († 1990 г.)
- 1901 г. – Васил Беязов, български архитект († 1980 г.)
- 1902 г. – Стале Попов, македонски писател († 1965 г.)
- 1918 г. – Гриша Островски, български режисьор († 2007 г.)
- 1921 г. – Джак Стайнбъргър, американски физик, Нобелов лауреат († 2020 г.)
- 1926 г. – Макс фон дер Грюн, германски писател († 2005 г.)
- 1927 г. – Робърт Лъдлъм, американски писател († 2001 г.)
- 1932 г. – Елка Константинова, български критик († 2023 г.)
- 1938 г. – Реймънд Карвър, американски писател († 1988 г.)
- 1939 г. – Адриана Андреева, българска актриса († 2022 г.)
- 1947 г. – Методи Савов, български алпинист
- 1948 г. – Клаус Майне, германски музикант (Scorpions)
- 1952 г. – Петър Стоянов, 3-ти президент на България
- 1953 г. – Гаетано Ширеа, италиански футболист († 1989 г.)
- 1953 г. – Ева Енслър, американски драматург
- 1954 г. – Вихър Стойчев, български актьор
- 1958 г. – Геновева Димитрова, български журналист
- 1963 г. – Игор Марковски, български актьор
- 1963 г. – Калин Сърменов, български актьор
- 1967 г. – Найден Найденов, български волейболист
- 1973 г. – Моли Симс, американска актриса
- 1976 г. – Сандра Насич, германска певица
- 1984 г. – Костас Мартакис, гръцки поп певец

## Починали
- 230 г. – Урбан I, римски папа (* неизв.)
- 615 г. – Бонифаций IV, римски папа (* ок. 550)
- 735 г. – Беда Достопочтени, англосаксонски историк (* ок. 672)
- 992 г. – Мешко I, основател и първи владетел на Полша (* 935 г.)
- 1085 г. – Григорий VII, римски папа (* ок. 1020)
- 1261 г. – Александър IV, римски папа (* 1199 г.)
- 1559 г. – Анри II, крал на Навара (* 1503 г.)
- 1840 г. – Александър Римски-Корсаков, руски генерал (* 1753 г.)
- 1862 г. – Йохан Нестрой, австрийски драматург (* 1801 г.)
- 1876 г. – Георги Бенковски, български революционер и водач на Априлското въстание (* 1843 г.)
- 1900 г. – Константин Доганов, български политик (* 1841 г.)
- 1906 г. – Манол Иванов, български езиковед (* 1867 г.)
- 1907 г. – Петър Радев – Пашата, български революционер (* 1875 г.)
- 1924 г. – Любов Попова, руска художничка (* 1889 г.)
- 1926 г. – Симон Петлюра, президент на Украйна (* 1879 г.)
- 1928 г. – Търпо Поповски, български свещеник от Македония (* 1848 г.)
- 1934 г. – Анани Явашов, български учен – археолог и ботаник (* 1855 г.)
- 1934 г. – Густав Холст, английски композитор (* 1874 г.)
- 1936 г. – Марко Вачков, български общественик, основател на модерното пчеларство в България (* 1866 г.)
- 1945 г. – Демян Бедни, руски писател († 1883 г.)
- 1945 г. – Иван Кинкел, руски и български икономист (* 1883 г.)
- 1968 г. – Георг фон Кюхлер, германски фелдмаршал (* 1881 г.)
- 1969 г. – Райна Касабова, българска медицинска сестра (* 1897 г.)
- 1983 г. – Идрис, крал на Либия (* 1890 г.)
- 1996 г. – Димитър Йорданов, български футболист (* 1929 г.)
- 2001 г. – Алберто Корда, кубински фотограф (* 1928 г.)
- 2014 г. – Войчех Ярузелски, президент на Полша (* 1923 г.)

## Празници
- Аржентина – Ден на Майската революция (срещу испанската колонизация, 1810 г.) – национален празник
- Йордания – Ден на независимостта (от Великобритания, 1946 г., национален празник)
- Ливан – Ден на освобождението на Южен Ливан (от 2000 г.)
- Чад, Либерия, Мали, Мавритания, Намибия, Замбия и Зимбабве – Ден на свободата в Африка (от 1963 г.)